# Перманентный маркер

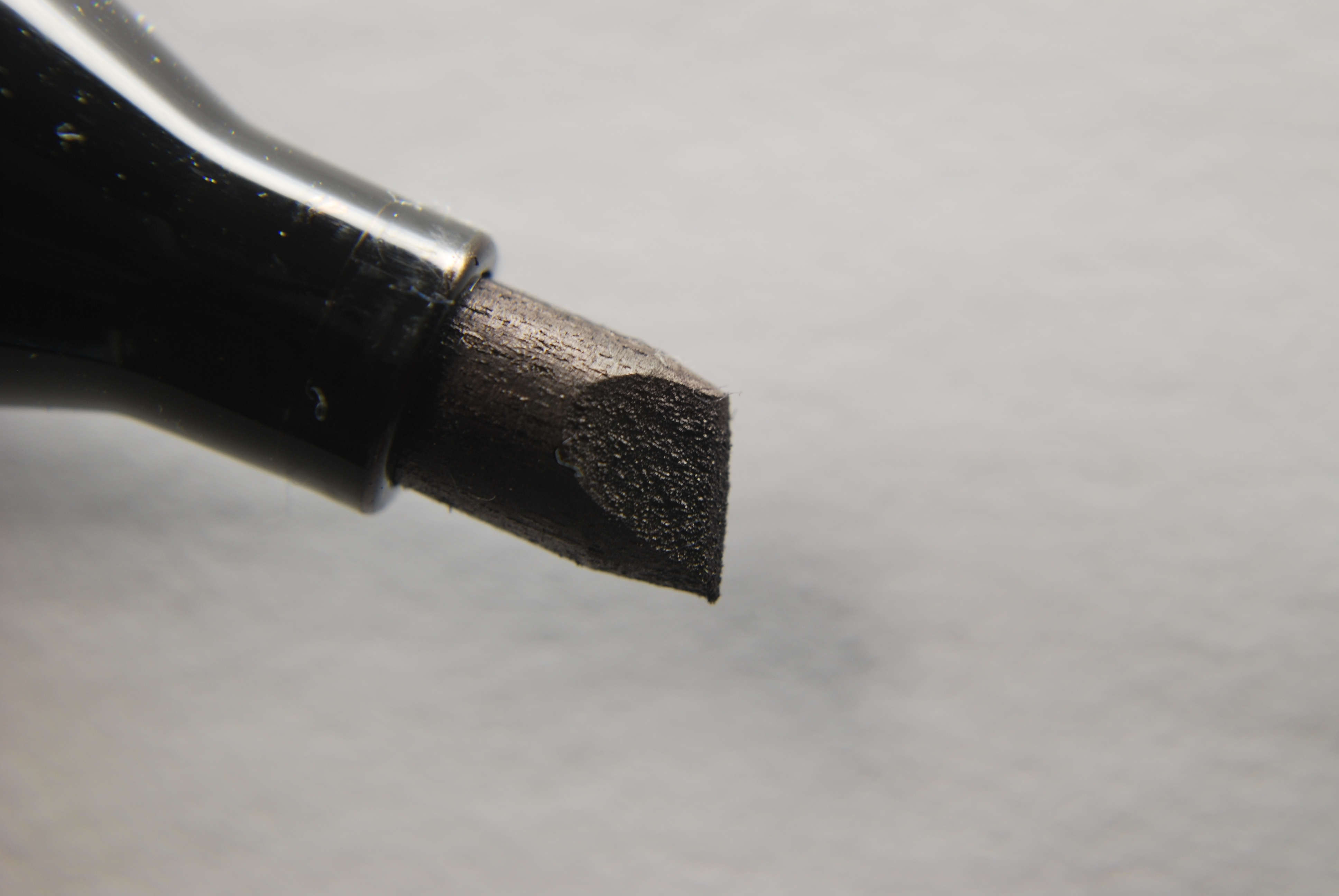
«Долотообразный» наконечник маркера

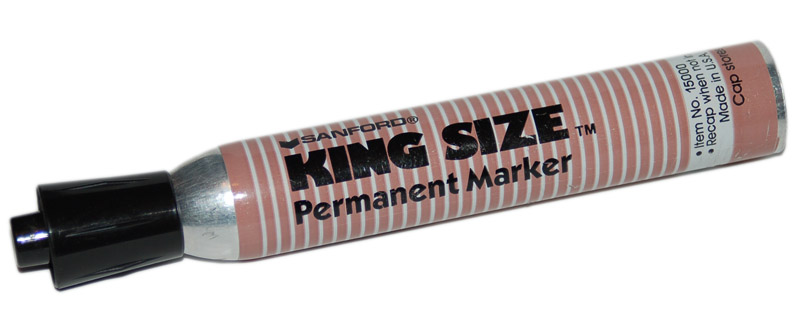
Перманентный маркер Sanford King Size

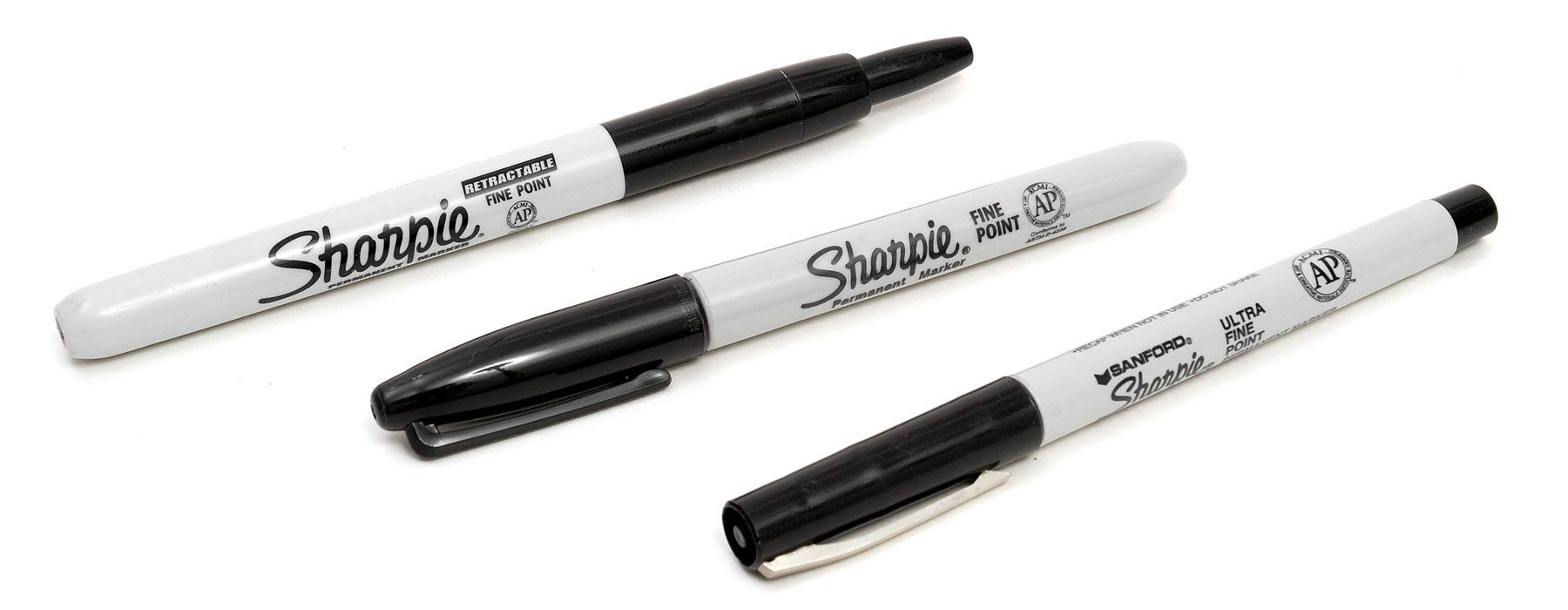
Перманентные маркеры бренда Sharpie

Перманентный маркер или несмываемый маркер — тип маркера, который используется для создания постоянной или почти постоянной надписи на предмете.

## Описание
Перманентный маркер был изобретён в 1952 году Сиднеем Розенталем в США.
Как правило, чернила для перманентного маркера состоят из основного компонента — растворителя, а также глицерида, пирролидона, смолы и красителя, что делает их водостойкими. Они способны писать на самых разных поверхностях — от бумаги до металла и камня. Они бывают разных размеров (от ультратонких до широких), форм («долотообразный» наконечник, «пулевидный» наконечник, с широкой щетиной) и цветов («металлик» или даже с ультрафиолетовой пропиткой).
Большинство маркеров содержат растворители на основе спирта. Другие типы, называемые маркерами для рисования, содержат летучие органические соединения, которые испаряются, чтобы высушить чернила, и похожи на аэрозольную краску. Из-за того, что в перманентных маркерах часто присутствуют такие растворители, как толуол и ксилол, ими могут злоупотреблять как рекреационным наркотиком.

## Применение

### Общее предназначение
Перманентные маркеры используются для письма по металлу, пластику, керамике, дереву, камню, картону и т. д. Однако на некоторых поверхностях след, сделанный ими, остаётся непостоянным. Чернила большинства перманентных маркеров можно стереть с некоторых пластиковых поверхностей (например, полипропилена и тефлона), слегка надавив на них. Их можно использовать на обычной бумаге, но чернила проступают сквозь неё и становятся видны на другой стороне.

### Применение в микроскопии
Помимо использования для маркировки предметных стекол при микроскопии, перманентные маркеры можно применять для негативного окрашивания бактериальных образцов. Это означает, что фон окрашен маркером, а бактерии — нет. Бактерии можно увидеть, потому что они не окрашены (светлее), а фон окрашен (темнее).

## Стирание
Перманентные маркеры обычно используются на твёрдых, непористых поверхностях, поскольку вместо пятна они образуют поверхностный слой, который, несмотря на своё название, можно стереть с помощью чистки под высоким давлением, растворителей для красок или органических растворителей, таких как ацетон, ксилол или толуол. При использовании в помещении предпочтительными очистителями являются изопропиловый спирт, этанол и этилацетат, поскольку их пары гораздо менее опасны, чем толуол и ксилол, основные компоненты растворителя краски, или более длинноцепочечные углеводороды, содержащиеся в минеральных спиртах. Среди других распространенных неполярных растворителей — бензол, скипидар и другие терпены (из которых состоят эфирные масла многих растений с сильным запахом), большинство эфиров, хлороформ и дихлорметан, углеводородное топливо, диацетоновый спирт и многие другие. Многие из этих растворителей токсичны, канцерогенны или огнеопасны, и их следует использовать только при наличии достаточной вентиляции.
Например, большинство маркеров марки «OLFA» легко стираются жидкостью для снятия лака без ацетона, содержащей этилацетат — относительно нетоксичный органический растворитель.
Перманентный маркер также можно стереть, рисуя по нему маркером сухого стирания на непористых поверхностях, например на доске, поскольку маркеры сухого стирания также содержат неполярный растворитель. Большинство растворов для чистки досок с сухим стиранием также содержат эффективные органические растворители, например 2-бутоксиэтанол, для удаления красящих веществ.

## Законодательство

### США
Из-за возможности их использования для вандализма в некоторых штатах, таких как Флорида, Калифорния, Нью-Йорк, и Иллинойс, действуют законы, запрещающие носить перманентные маркеры в общественных местах, а также запрещающие их продажу несовершеннолетним.